# Gallobelgicus saevus
Gallobelgicus saevus är en insektsart som beskrevs av Ernst Evald Bergroth 1913. Gallobelgicus saevus ingår i släktet Gallobelgicus och familjen rovskinnbaggar. Inga underarter finns listade i Catalogue of Life.